# 石门乡 (金溪县)
石门乡，是中华人民共和国江西省抚州市金溪县下辖的一个乡镇级行政单位。

## 行政区划
石门乡下辖以下地区：
石门村、公塘村、下彭村、武广村、白沿村、邹家村、靖思村、东京村、里庄村、新长兴村和长兴村。